# Mitromorpha
Mitromorpha é um gênero de gastrópodes pertencente a família Mitromorphidae.

## Espécies
- Mitromorpha alabaster Ortega & Gofas, 2019
- Mitromorpha alba (Petterd, 1879)[6]
- Mitromorpha albosideralis Chino & Stahlschmidt, 2009[7]
- Mitromorpha alphonsiana (Hervier, 1899)[8]
- Mitromorpha alyssae Amati, Smriglio & Oliverio, 2015
- Mitromorpha ambigua Chino & Stahlschmidt, 2009[9]
- Mitromorpha amphibolos Kilburn, 1986[10]
- Mitromorpha angusta Verco, 1909[11]
- Mitromorpha annobonensis Rolán & Gori, 2012
- Mitromorpha apollinis Thiele, 1925[12]
- Mitromorpha aspera (Carpenter, 1864)[13]
- Mitromorpha axicostata Verco, 1909[14]
- Mitromorpha axiscalpta (Verco, 1909)
- Mitromorpha azorensis Mifsud, 2001[15]
- Mitromorpha barrierensis (Powell, 1942)[16]
- Mitromorpha bassiana (Gabriel, 1956)[17]
- Mitromorpha bella Espinosa & Ortea, 2014
- Mitromorpha benthicola (Dell, 1962)
- Mitromorpha biplicata Dall, 1889[18]
- Mitromorpha bogii Amati, Smriglio & Oliverio, 2015
- †Mitromorpha brachyspira (Suter, 1917)
- Mitromorpha braziliensis Mifsud, 2009
- Mitromorpha brevispira Kilburn, 1986[19]
- Mitromorpha cachiai Mifsud, 2001[20]
- Mitromorpha canariensis Mifsud, 2001[21]
- Mitromorpha candeopontis Chino & Stahlschmidt, 2009[22]
- Mitromorpha canopusensis Mifsud, 2009
- Mitromorpha carpenteri Glibert, 1954[23]
- Mitromorpha chelonion Kilburn, 1986[24]
- Mitromorpha columbellaria (Scacchi, 1836)
- Mitromorpha columnaria (Hedley, 1922)[25]
- Mitromorpha commutabilis (E. A. Smith, 1890)
- Mitromorpha confortinii Horro, Gori, Rosado & Rolán, 2021
- Mitromorpha cossyrae Amati, Smriglio & Oliverio, 2015
- Mitromorpha crassilirata Verco, 1909[26]
- Mitromorpha crenipicta (Dautzenberg, 1889)[27]
- Mitromorpha cubana (Espinosa & Ortea, 2013)
- Mitromorpha dalli Dautzenberg & Fischer, 1896[28]
- Mitromorpha decussata (Dujardin, 1837)[29]
- Mitromorpha denizi Mifsud, 2001[30]
- Mitromorpha diaoyuensis Mifsud, 2013
- Mitromorpha dorcas (Kuroda, Habe & Oyama, 1971)[31]
- Mitromorpha dormitor (Sowerby I, 1844)[32]
- Mitromorpha engli Mifsud, 2001[33]
- Mitromorpha erycinella (Espinosa & Ortea, 2009)
- Mitromorpha exigua (Von Maltzan, 1884)[34]
- Mitromorpha fischeri (Hervier, 1900)[35]
- Mitromorpha flammulata Chino & Stahlschmidt, 2009[36]
- †Mitromorpha formosa (Marwick, 1931)
- Mitromorpha fuscafenestrata Chino & Stahlschmidt, 2014
- Mitromorpha fusiformis Chino & Stahlschmidt, 2009[37]
- Mitromorpha gemmata Suter, 1908[38]
- Mitromorpha gofasi Mifsud, 2001[39]
- Mitromorpha gracilior (Tryon, 1884)[40]
- Mitromorpha grammatula (Dall, 1927)[41]
- Mitromorpha granulata Chino & Stahlschmidt, 2009[42]
- Mitromorpha granulifera (Powell, 1937)[43]
- †Mitromorpha granum (Marwick, 1928)
- Mitromorpha hardyi Horro, Gori, Rosado & Rolán, 2021
- Mitromorpha haycocki (Dall & Bartsch, 1911)[44]
- Mitromorpha herilda (Bartsch, 1915)[45]
- Mitromorpha hernandezi Rolán & Gori, 2012
- Mitromorpha hewitti (Tomlin, 1921)[46]
- Mitromorpha hierroensis Mifsud, 2001[47]
- Mitromorpha iki (Kay, 1979)
- Mitromorpha incerta (Pritchard & Gatliff, 1902)[48]
- Mitromorpha insolens (Casey, 1904)[49]
- Mitromorpha iozona (Hervier, 1899)[50]
- Mitromorpha iridescens Kilburn, 1986[51]
- Mitromorpha jaguaensis Espinosa & Ortea, 2017
- Mitromorpha jovis Thiele, 1925[52]
- Mitromorpha karpathensis (Nordsieck, 1969)[53]
- Mitromorpha keenae (Emerson & Radwin, 1969)[54]
- Mitromorpha kennellyi Kilburn, 1986[55]
- Mitromorpha kilburni Drivas & Jay, 1986[56]
- Mitromorpha laeta (Brazier, 1877)[57]
- Mitromorpha macphersonae (Gabriel, 1956)[58]
- Mitromorpha maculata Sysoev, 1990[59]
- Mitromorpha maraisi Kilburn, 1986[60]
- Mitromorpha mariottinii Amati, Smriglio & Oliverio, 2015
- Mitromorpha mifsudi Amati, Smriglio & Oliverio, 2015
- Mitromorpha mirim Simone & Cunha, 2012
- Mitromorpha monodi (Knudsen, 1956)[61]
- Mitromorpha multicostata May, 1911[62]
- Mitromorpha multigranosa (Smith E. A., 1890)[63]
- Mitromorpha nigricingulata Chino & Stahlschmidt, 2009[64]
- Mitromorpha nodilirata Kilburn, 1986[65]
- Mitromorpha nofronii Amati, Smriglio & Oliverio, 2015
- Mitromorpha oliva Chino & Stahlschmidt, 2009[66]
- Mitromorpha olivoidea (Cantraine, 1835)[67]
- Mitromorpha orcutti (Dall, 1920)[68]
- †Mitromorpha panaulax Cossmann, 1901
- Mitromorpha paucilirata Verco, 1909[69]
- Mitromorpha paula Verco, 1909[70]
- Mitromorpha philippinensis Mifsud, 2001[71]
- Mitromorpha pinguis (Hervier, 1900)[72]
- Mitromorpha platacme Kilburn, 1986[73]
- Mitromorpha pleurotomoides (E. A. Smith, 1890)
- Mitromorpha popeae (Faber, 2006)[74]
- Mitromorpha poppei Chino & Stahlschmidt, 2009[75]
- Mitromorpha proles (Hedley, 1922)[76]
- Mitromorpha punctata Chino & Stahlschmidt, 2009[77]
- Mitromorpha purae Horro, Gori, Rosado & Rolán, 2021
- Mitromorpha purpurata Chino & Stahlschmidt, 2009[78]
- Mitromorpha pylei Chino & Stahlschmidt, 2014
- Mitromorpha regis (Powell, 1937)
- Mitromorpha rotundicostata Kilburn, 1986[79]
- Mitromorpha rubrimaculata Chino & Stahlschmidt, 2009[80]
- Mitromorpha ryalli Horro, Gori, Rosado & Rolán, 2021
- Mitromorpha salisburyi (Cernohorsky, 1978)[81]
- Mitromorpha sama Simone & Cunha, 2012
- Mitromorpha sanctaluciaensis Espinosa & Ortea, 2017
- Mitromorpha santosi Lima, Barros & Francisco, 2010
- Mitromorpha saotomensis (Rolan & Boyer, 2001)[82]
- Mitromorpha selene (Espinosa & Ortea, 2009)
- Mitromorpha senegalensis (Rolan & Boyer, 2001)[83]
- Mitromorpha separanda (Von Maltzan, 1884)[84]
- Mitromorpha smithi Dautzenberg & Fischer H., 1896[85]
- Mitromorpha spreta (Adams A., 1864)[86]
- Mitromorpha striolata (Turton W. H., 1932)[87]
- Mitromorpha suarezi Rolán & Gori, 2012
- †Mitromorpha subulata Cossmann, 1896
- †Mitromorpha sutherlandica (Powell, 1942)
- Mitromorpha swinneni Mifsud, 2001[88]
- Mitromorpha tagaroae Chino & Stahlschmidt, 2009[89]
- Mitromorpha tenuicolor Chino & Stahlschmidt, 2009[90]
- Mitromorpha tenuilirata Kilburn, 1986[91]
- Mitromorpha thalaoides Chino & Stahlschmidt, 2014
- Mitromorpha torticula (Dall, 1889)[92]
- Mitromorpha tricolorata Amati, Smriglio & Oliverio, 2015
- Mitromorpha undulata (Dall, 1927)
- Mitromorpha unilineata Chino & Stahlschmidt, 2014
- Mitromorpha usta (E. A. Smith, 1890)
- Mitromorpha ustulata Kilburn, 1986[93]
- Mitromorpha volva Sowerby III, 1892[94]
- †Mitromorpha waitakiensis (Powell, 1942)
- Mitromorpha wilhelminae (van Aartsen, Menkhorst & Gittenberger, 1984)[95]
- Mitromorpha zilpha (Dall, 1927)[96]

Espécies trazidas para a sinonímia
- Mitromorpha (Lovellona) Iredale, 1917: sinônimo de Lovellona Iredale, 1917
- Mitromorpha (Lovellona) stepheni Melvill & Standen, 1897: sinônimo de Anarithma stepheni (Melvill & Standen, 1897)
- Mitromorpha atramentosa Reeve, 1849:[97] sinônimo de Lovellona atramentosa (Reeve, 1849)
- Mitromorpha baileyi (McLean & Poorman, 1971):[98] sinônimo de Cymakra baileyi McLean & Poorman, 1971
- Mitromorpha brazieri Smith E. A., 1892: sinônimo de Scrinium brazieri (Smith E. A., 1892)
- Mitromorpha coronata (Reeve, 1849): sinônimo de Pygmaeconus papalis (Weinkauff, 1875)
- Mitromorpha costifera (May, 1920):[99] sinônimo de Apaturris costifera May, 1920
- Mitromorpha expeditionis Oliver, 1915:[100] sinônimo de Apaturris expeditionis (Oliver, 1915)
- Mitromorpha filosa (Carpenter, 1864): sinônimo de Mitromorpha carpenteri Glibert, 1954
- Mitromorpha flindersi Pritchard, G.B. & J.H. Gatliff, 1899: sinônimo de Mitromorpha alba (Petterd, 1879)
- Mitromorpha granata (McLean & Poorman, 1971):[101] sinônimo de Cymakra granata McLean & Poorman, 1971
- Mitromorpha jaguaense Espinosa & Ortea, 2017: sinônimo de Mitromorpha jaguaensis Espinosa & Ortea, 2017
- Mitromorpha lirata Adams A., 1865: sinônimo de Antimitra lirata (Adams A., 1865)
- Mitromorpha mediterranea Mifsud, 2001:[102] sinônimo de Mitromorpha columbellaria (Scacchi, 1836)
- Mitromorpha melitensis (Mifsud, 1993):[103] sinônimo de Mitromorpha olivoidea (Cantraine, 1835)
- Mitromorpha metula (Hinds, 1843):[104] sinônimo de Anarithma metula (Hinds, 1843)
- Mitromorpha micaria (Hedley, 1912):[105] sinônimo de Pygmaeconus micarius (Hedley, 1912)
- Mitromorpha mitriformis (Shasky, 1961): sinônimo de Arielia mitriformis Shasky, 1961
- Mitromorpha olivoidea var. granulosa (Bucquoy, Dollfus & Dautzenberg, 1883):[106] sinônimo de Mitromorpha columbellaria (Scacchi, 1836)
- Mitromorpha pallidula Hedley, 1906: sinônimo de Aesopus pallidulus (Hedley, 1906)
- Mitromorpha papalis (Weinkauff, 1875):[107] sinônimo de Pygmaeconus papalis (Weinkauff, 1875)
- Mitromorpha peaseana (Finlay H.J., 1927):[108] sinônimo de Lovellona peaseana Finlay, 1927
- Mitromorpha sanctaluciaense Espinosa & Ortea, 2017: sinônimo de Mitromorpha sanctaluciaensis Espinosa & Ortea, 2017 (concordância de gênero errada de epíteto específico)
- Mitromorpha solida May, 1911: sinônimo de Aesopus solidus (May, 1911)
- Mitromorpha stepheni (Melvill & Standen, 1897):[109] sinônimo de Anarithma stepheni (Melvill & Standen, 1897)
- Mitromorpha substriata (Suter, 1899): sinônimo de Aoteatilia substriata (Suter, 1899)
- Mitromorpha suteri Murdoch, 1905: sinônimo de Maorimorpha suteri (Murdoch, 1905)
- Mitromorpha veneris Barnard, 1964: sinônimo de Charitodoron veneris (Barnard, 1964)